# Minzower See
Der Minzower See ist ein See am südwestlichen Ortsrand von Minzow, einem Ortsteil von Leizen im Landkreis Mecklenburgische Seenplatte in Mecklenburg-Vorpommern. Das Gewässer hat eine Größe von 8,8 Hektar und liegt auf 74,2 m ü. NHN. Die maximale Ausdehnung des Sees beträgt 370 Meter mal 240 Meter. Einziger oberirdischer Zufluss ist ein Graben aus den nördlich anschließenden Äckern, ein Abfluss existiert nicht. Die Ufer sind mäßig stark schilfbestanden und fast vollständig von landwirtschaftlichen Nutzflächen umgeben.